# Цанкати Векио (Фрозиноне)
Цанкати Векио је насеље у Италији у округу Фрозиноне, региону Лацио.
Према процени из 2011. у насељу је живело 29 становника. Насеље се налази на надморској висини од 299 м.